# Rumpelstiltskin (álbum)
Rumpelstiltskin es la decimonovena banda sonora compuesta por el grupo alemán de música electrónica Tangerine Dream. Publicada en 1992 por los sellos Rabbit Ears y Kid Rhino se trata de la música compuesta para ser utilizada incidentalmente en un audiolibro recitado por la actriz Kathleen Turner.
AllMusic lo identifica como "el legendario grupo alemán de sintetizadores Tangerine Dream ofrece un dramático telón de fondo musical mientras la reconocida actriz Kathleen Turner narra el clásico cuento de hadas de la joven hija de un molinero."

## Producción

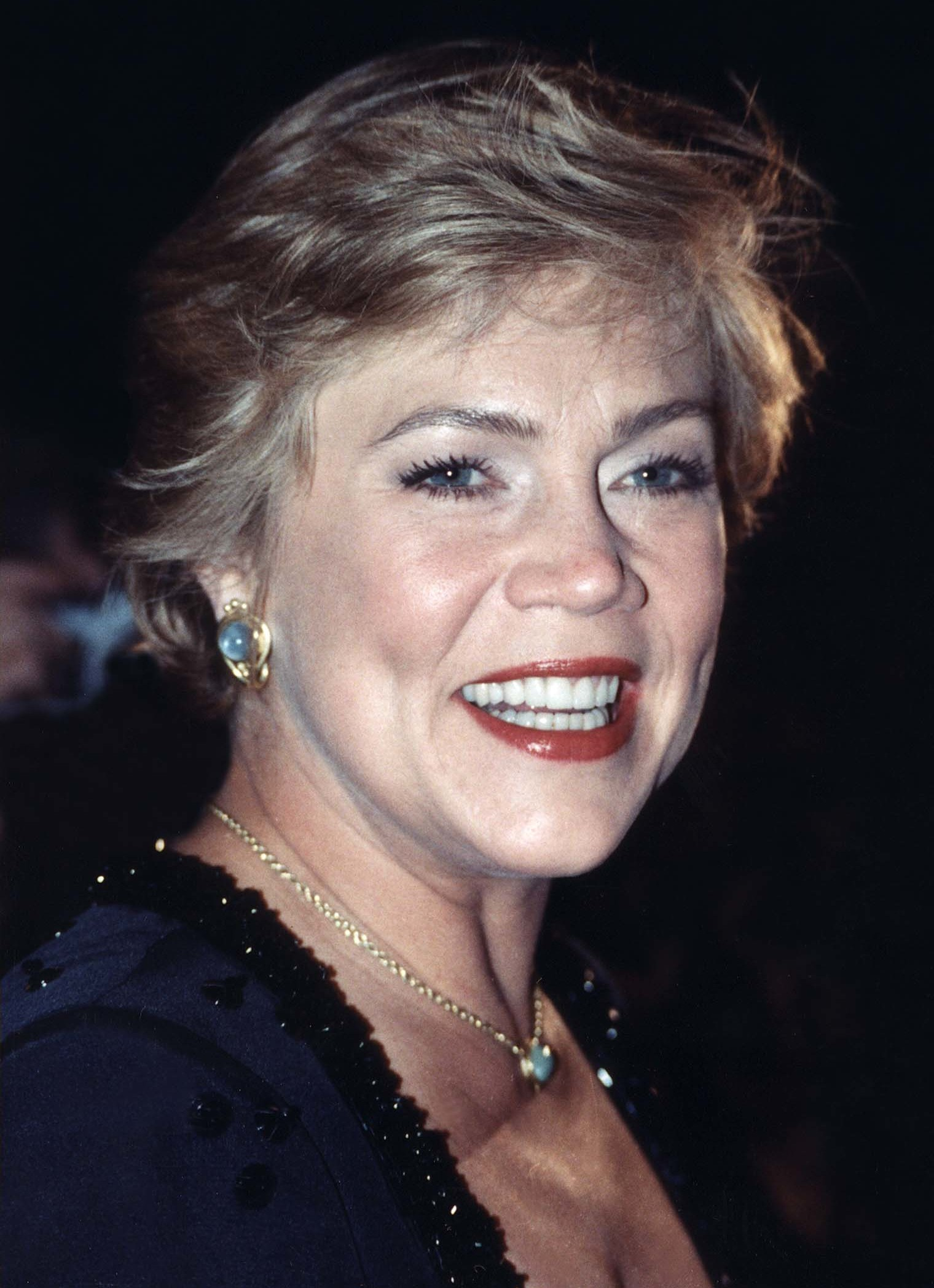
La actriz Kathleen Turner

El clásico cuento de hadas de origen alemán Rumpelstiltskin, incorporado por los Hermanos Grimm en la obra de 1812 Cuentos de la infancia y del hogar y adaptado en esta ocasión por el escritor Christopher Noel, es uno de los proyectos más peculiares del catálogo de Tangerine Dream. 
La música fue compuesta y grabada en los estudios Eastgate (Viena) en 1991. Tangerine Dream estaba integrado entonces por Edgar y Jerome Froese quienes compusieron varias canciones instrumentales que se utilizaban de forma incidental. La actriz estadounidense Kathleen Turner realizó la grabación del texto en los estudios Servisound (Nueva York), donde también se realizó la mezcla definitiva.
El audiolibro, dirigido originalmente a niños a partir de 5 años, se publicó en países como Estados Unidos o Japón y ha sido reeditado en numerosas ocasiones desde entonces.

## Lista de canciones
| N.º   | Título                                          | Escritor(es)               | Duración |  |
| 1.    | «Rumpelstiltskin Theme»                         | Edgar Froese Jerome Froese | 2:55     |  |
| 2.    | «Alchemy Of Straw»                              | Edgar Froese Jerome Froese | 2:54     |  |
| 3.    | «Rumpel Town»                                   | Edgar Froese Jerome Froese | 4:19     |  |
| 4.    | «The Countryside»                               | Edgar Froese Jerome Froese | 2:22     |  |
| 5.    | «A Walk Through The Woods»                      | Edgar Froese Jerome Froese | 4:35     |  |
| 6.    | «Dance On The Hill»                             | Edgar Froese Jerome Froese | 3:09     |  |
| 7.    | «A Mother's Triumph»                            | Edgar Froese Jerome Froese | 2:22     |  |
| 8.    | «Rumpelstiltskin» (Narrado por Kathleen Turner) |                            | 22:00    |  |
| 44:36 |                                                 |                            |          |  |

## Personal
- Edgar Froese - interpretación, ingeniería de grabación, mezcla y producción
- Jerome Froese - interpretación, ingeniería de grabación y mezcla
- Kathleen Turner - narración
- Christopher Noel - adaptación literaria
- Ken Hoin - producción
- C. W. Rogers - producción
- Bob Fisher - masterización
- Joe Gastwick - masterización
- Peter Sis - ilustraciones
- Keisuke Unosawa - diseño gráfico y dirección artística
- Mark Sottnick - productor ejecutivo